# (7210) Darius
Pour les articles homonymes, voir Darius.
(7210) Darius est un astéroïde de la ceinture principale nommé d'après Darius Ier, roi de l'empire perse, Achéménide.
Il a été découvert le 24 septembre 1960 à l'observatoire Palomar par le trio d'astronomes néerlandais Cornelis Johannes van Houten, Ingrid van Houten-Groeneveld et Tom Gehrels.

Sa désignation provisoire était 6555 P-L.